# گاستون براون
گاستون براون (انگلیسی: Gaston Browne؛ زادهٔ ۹ فوریهٔ ۱۹۶۷) یک سیاستمدار اهل آنتیگوا و باربودا است